# Wereszyn

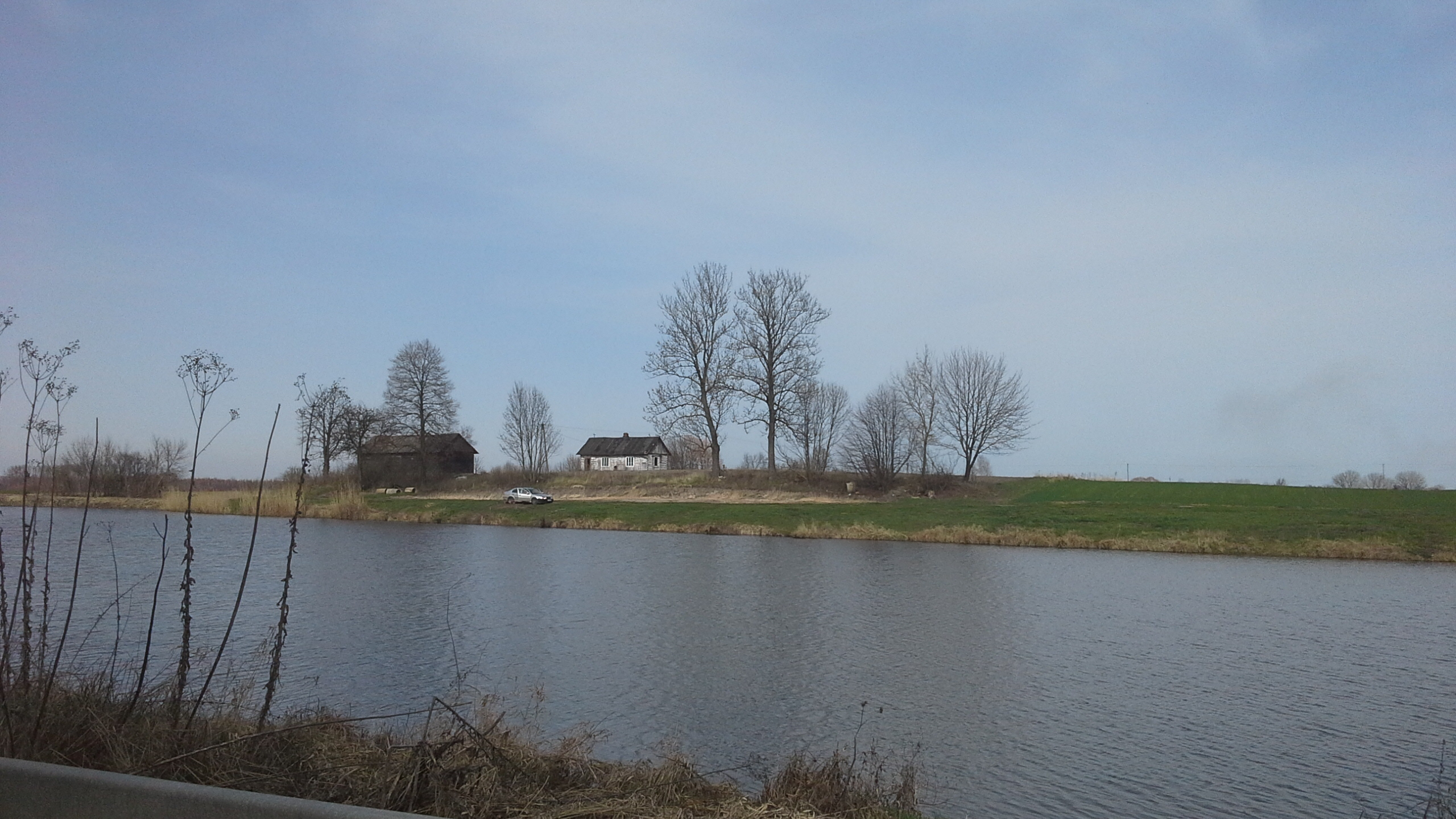
Wereszyn

Wereszyn ([vɛˈrɛʂɨn]) ist ein Dorf in der Landgemeinde Mircze im Landkreis Powiat Hrubieszowski in der Woiwodschaft Lublin im östlichen Polen. Es liegt etwa 7 Kilometer südlich von Mircze, 25 Kilometer südlich von Hrubieszów und 120 Kilometer südöstlich von Lublin.